# 章衡
章衡（1025年—1099年），字子平，建州浦城縣人，北宋政治人物。

## 生平
嘉祐二年（1057年）丁酉科狀元，授湖州通判，直集賢院，改鹽鐵判官，同修《起居注》，出知汝州、知潁州。熙寧元年（1068年），召為判太常寺。知通進銀台司、直舍人院，拜寶文閣待制、知澶州。著作有《編年通載》。元祐年間加集賢院學士。元符二年（1099年）八月廿三日卒。

## 家族
- 來祖：章仔鈞，贈金紫光祿大夫、上柱國、武寧郡開國伯，諡忠憲
- 玄祖：章仁嵩
- 高祖：章文竦
- 曾祖：章承訓
- 祖父：章克忠
- 父：章訢
- 兄：章衎、章術
- 族叔：章惇

## 延伸阅读
[在维基数据编辑]
 在维基文库阅读此作者作品
 《宋史/卷347》，出自脱脱《宋史》